# The Devil's Toy
The Devil's Toy er en amerikansk stumfilm fra 1916 af Harley Knoles.

## Medvirkende
- Adele Blood som Helen Danvier
- Edwin Stevens
- Montagu Love som Wilfred Barsley
- John Halliday som Paul La France
- Madge Evans som Betty